# Propeamussiidae
Famille
Propeamussiidae est une famille de mollusques bivalves.

## Liste des genres
Selon World Register of Marine Species (6 mars 2015) :
- genre Catillopecten Iredale, 1939
- genre Cyclopecten A. E. Verrill, 1897
- genre Parvamussium Sacco, 1897
- genre Propeamussium de Gregorio, 1884
- genre Similipecten Winckworth, 1932